# Нёйи-ан-Сансер
Нёйи́-ан-Сансе́р (фр. Neuilly-en-Sancerre) — коммуна во Франции, находится в регионе Центр. Департамент — Шер. Входит в состав кантона Анришмон. Округ коммуны — Бурж.
Код INSEE коммуны — 18162.

## География
Коммуна расположена приблизительно в 175 км к югу от Парижа, в 90 км юго-восточнее Орлеана, в 33 км к северо-востоку от Буржа.
Через территорию коммуны протекает река Гранд-Содр, приток реки Шер.

## Население
Население коммуны на 2008 год составляло 234 человека.
| 1962 | 1968 | 1975 | 1982 | 1990 | 1999 | 2008 |
| ---- | ---- | ---- | ---- | ---- | ---- | ---- |
| 197  | 304  | 276  | 252  | 192  | 212  | 234  |

## Экономика

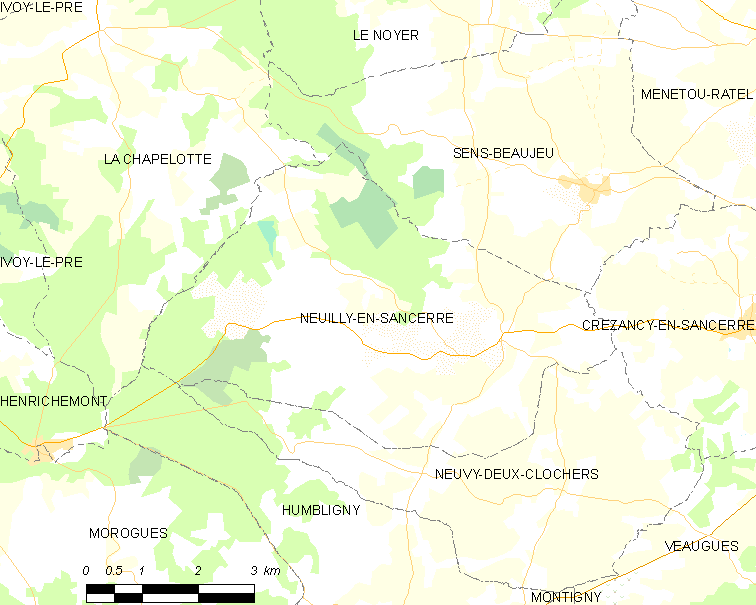
Карта коммуны

В 2007 году среди 140 человек в трудоспособном возрасте (15—64 лет) 100 были экономически активными, 40 — неактивными (показатель активности — 71,4 %, в 1999 году было 69,7 %). Из 100 активных работали 81 человек (41 мужчина и 40 женщин), безработных было 19 (8 мужчин и 11 женщин). Среди 40 неактивных 11 человек были учениками или студентами, 16 — пенсионерами, 13 были неактивными по другим причинам.

## Достопримечательности
- Церковь Сен-Марсьяль. Клирос восходит к XII веку, а часовня датируется XIX веком
- Надгробие на могиле Шарля Дюмения Симона (1508 год). Исторический памятник с 1908 года[3]